# Trzciel
Trzciel (in tedesco Tirschtiegel) è un comune urbano-rurale polacco del distretto di Międzyrzecz, nel voivodato di Lubusz.
Ricopre una superficie di 177,35 km² e nel 2004 contava 6 348 abitanti.